# Phrataria replicataria
Phrataria replicataria är en fjärilsart som beskrevs av Walker 1866. Phrataria replicataria ingår i släktet Phrataria och familjen mätare. Inga underarter finns listade i Catalogue of Life.